# Galgen

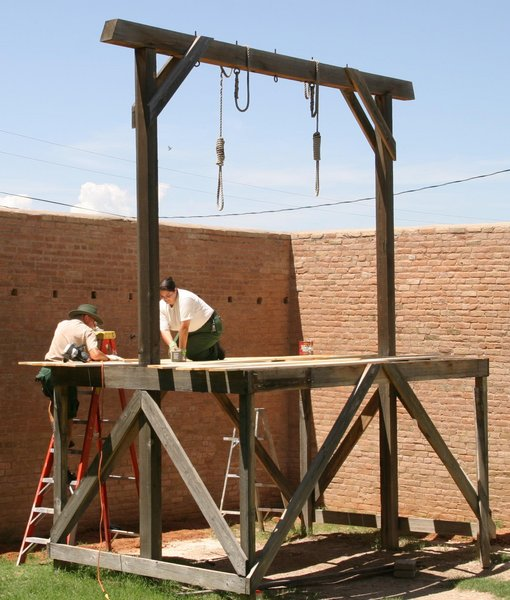
Nachbau eines zweischläfrigen Galgens im Tombstone Courthouse State Historic Park, Arizona

Ein Galgen (mittelhochdeutsch galge ’Galgen, Kreuz; althochdeutsch galgo ‚Stange, Pfahl‘) ist ein Gerüst, an dem Menschen, oft zum Tode Verurteilte, an einer Schlinge erhängt werden können. An einem Galgen mit zwei Pfosten und einem langen aufliegenden Querbalken können mehrere Menschen erhängt werden. Der Duden definiert als Galgen auch eine „galgenähnliche Vorrichtung, an der etwas aufgehängt werden kann“.

## Etymologie
Galgen nennt man ein Gerüst zum Erhängen von Menschen. Wegen Gestaltähnlichkeiten nennt man auch andere Gerüste Galgen, wie etwa das Schöpfwerk beim Zieh- oder Schöpfbrunnen. Adelung nannte 1796 als weitere Beispiele Vorrichtungen zum Salzabbau, hölzerne Lehnen an Buchdruckerpressen und Mundstücke an Pferdezäumen.
Das Deutsche Wörterbuch der Brüder Grimm sieht den ursprünglichen Gebrauch des Begriffs Galgen für ‚Ast‘ oder ‚Baum‘, als Hinrichtungsinstrument unter anderem im Niederdeutschen des 14. Jahrhunderts belegt und folgert im Vergleich zur römischen Schwertstrafe: „[…] danach erscheint das hängen am grünen galgen als ältere, auch gelindere strafe. man nahm einfach einen baum oder ast als galgen, wie schon Tacitus berichtet. [...] So mag der galga urspr. ein ast überhaupt sein, dem nachher gerade für diese verwendung allein der name blieb, später übertragen auf den künstlich hergestellten galgen.“
Das Digitale Wörterbuch der deutschen Sprache nennt Galgen ein „aus Pfahl und Querbalken bestehendes Gerüst zur Vollstreckung des Todesurteils durch Erhängen“, übertragen auf ähnliche Gestelle, an denen man etwas aufhängen kann, so etwa am Ziehbrunnen oder am Webstuhl. Das gemeingermanische Wort wurde im Althochdeutschen im 8. Jahrhundert aus dem altsächsischen galgo gebildet und geht mit dem verwandten armenische jatk ‚Zweig‘, ‚Gerte‘, ‚Stängel‘ bzw. litauische žalgà ‚Stange‘, ‚Latte‘ zurück auf ie. g̑halg(h)- ‚(biegsamer) Zweig‘, ‚Stange‘. Dies weist auf die früher vorgenommene Hinrichtungsart hin, in dem man zum Tode verurteilte an einen niedergebogenen Baum gebunden und hochgeschnellt hatte. Mit dem Beginn der Christianisierung standen das althochdeutsche galgo und seine Entsprechungen in den germanischen Sprachen auch für das Kreuz Christi, bis sich die Entlehnungen aus dem Lateinischen (crux = Kreuz) durchsetzten.

## Verwendung

### Tod durch den Strang
Im Strafvollzug wird mit Galgen die Vorrichtung zur Hinrichtung durch Hängen (Tod durch den Strang) bezeichnet.
Dem Hinrichtungsopfer wird eine Schlinge um den Hals gelegt und anschließend der Boden unter den Füßen entzogen, sodass sein Hals sein gesamtes Eigengewicht trägt. Es stirbt infolge des Drucks, den der Strang beim Fall des Körpers bewirkt. Bewusstlosigkeit und Tod des Opfers werden verursacht durch
- Abschnürung der Blutversorgung des Gehirns,
- Verletzung der (Hals-)Wirbelsäule,
- Genickbruch,
- Versperren der Atemwege (Ersticken),
- Enthauptung (Dekapitation) aufgrund zu großer Falltiefe.

Zeitpunkt der Ohnmacht und des Todeseintritts hängen dabei vom verwendeten Knoten und der Falltiefe des Opfers ab.

### Folter

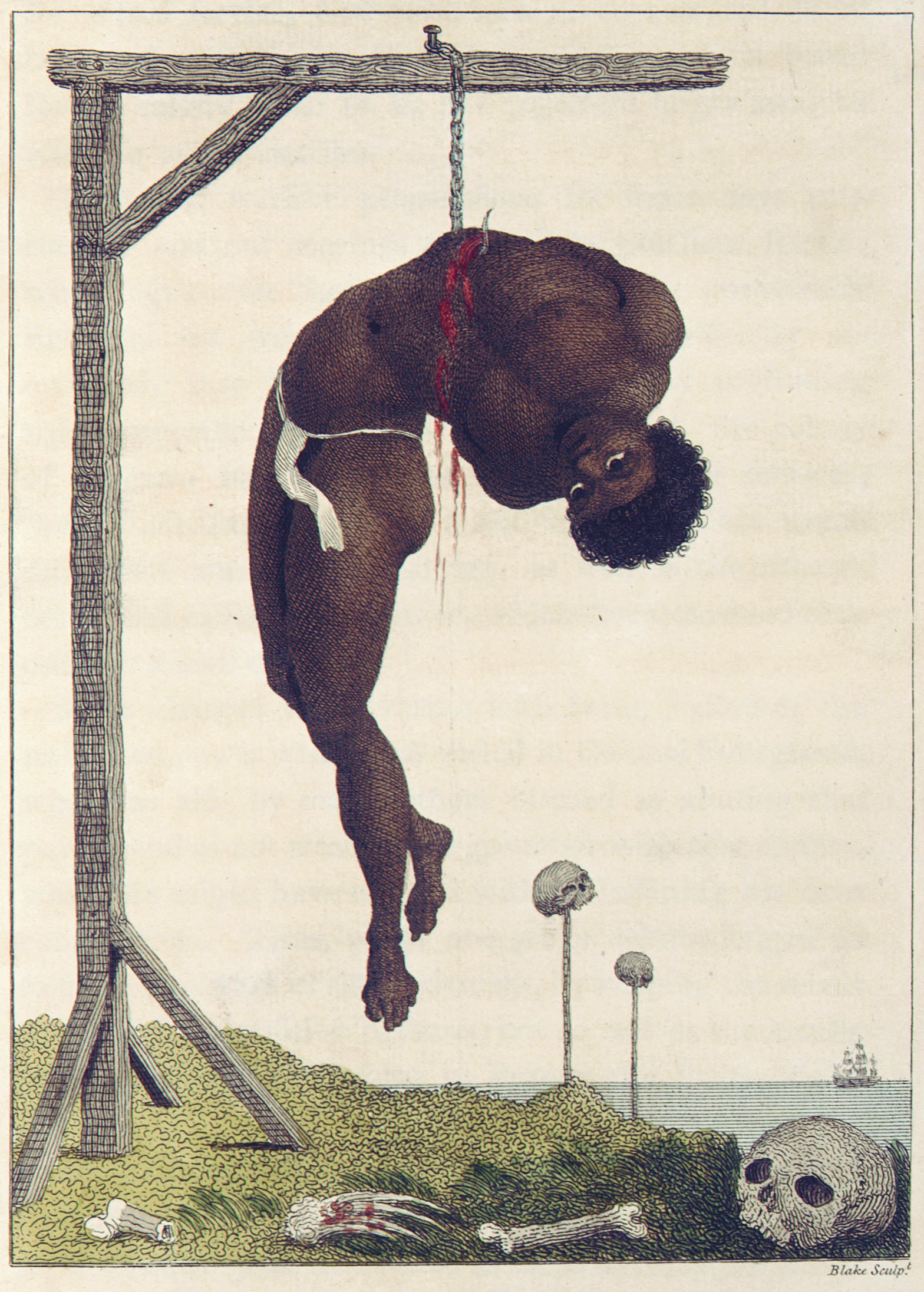
Galgen mit einem lebendig an den Rippen aufgehängten Schwarzen, 1796

Galgen wurden auch für qualvolle Foltermethoden genutzt: zum Beispiel das Aufhängen mittels Haken in einem Körperteil (s. Bild Galgen zur Bestrafung von Sklaven) oder das Aufhängen an den Füßen.

### Schnappgalgen

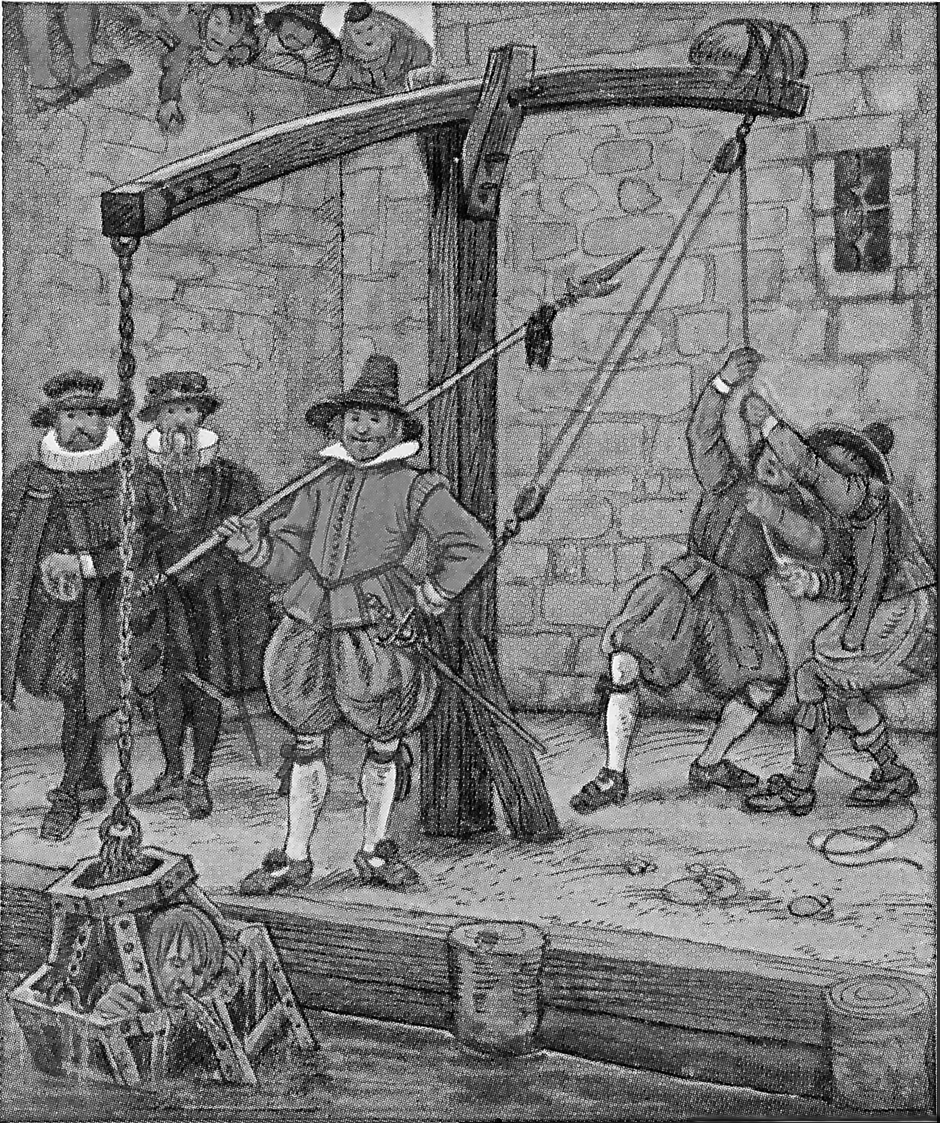
Käfig am Schnappgalgen

Eine Sonderform stellte der Schnapp-, Schnell- oder Wippgalgen dar, bei dem der Querbalken wie bei einer Wippe beweglich gelagert war. Schnappgalgen dienten sowohl zum Wasserschöpfen aus der Wette, einer Tränke oder einem Teich, als auch zur Sanktionierung von Straftätern oder unredlichen Bäckern. Diese wurden, je nach Schwere des Delikts, gebunden oder in einem Käfig mithilfe des Schnappgalgens mehrfach ins Wasser getaucht, mitunter auch bis zum Tod.
Der Schnappgalgen war ursprünglich ein Strafinstrument der Niedergerichtsbarkeit. Als „Schneller“ wurde er im Mittelalter unter anderem zur Bestrafung der Gotteslästerung benutzt. Insbesondere im 16. und 17. Jahrhundert kam er beim Militär als „Schnellgalgen“ zur Bestrafung von Deserteuren zum Einsatz. Diese wurden an den rückwärts gebundenen Händen „schnell in die Höhe gezogen oder geschnellt, und geschwinde wieder herabgelassen, um ihnen dadurch die Arme zu verrenken“.

## Geschichte

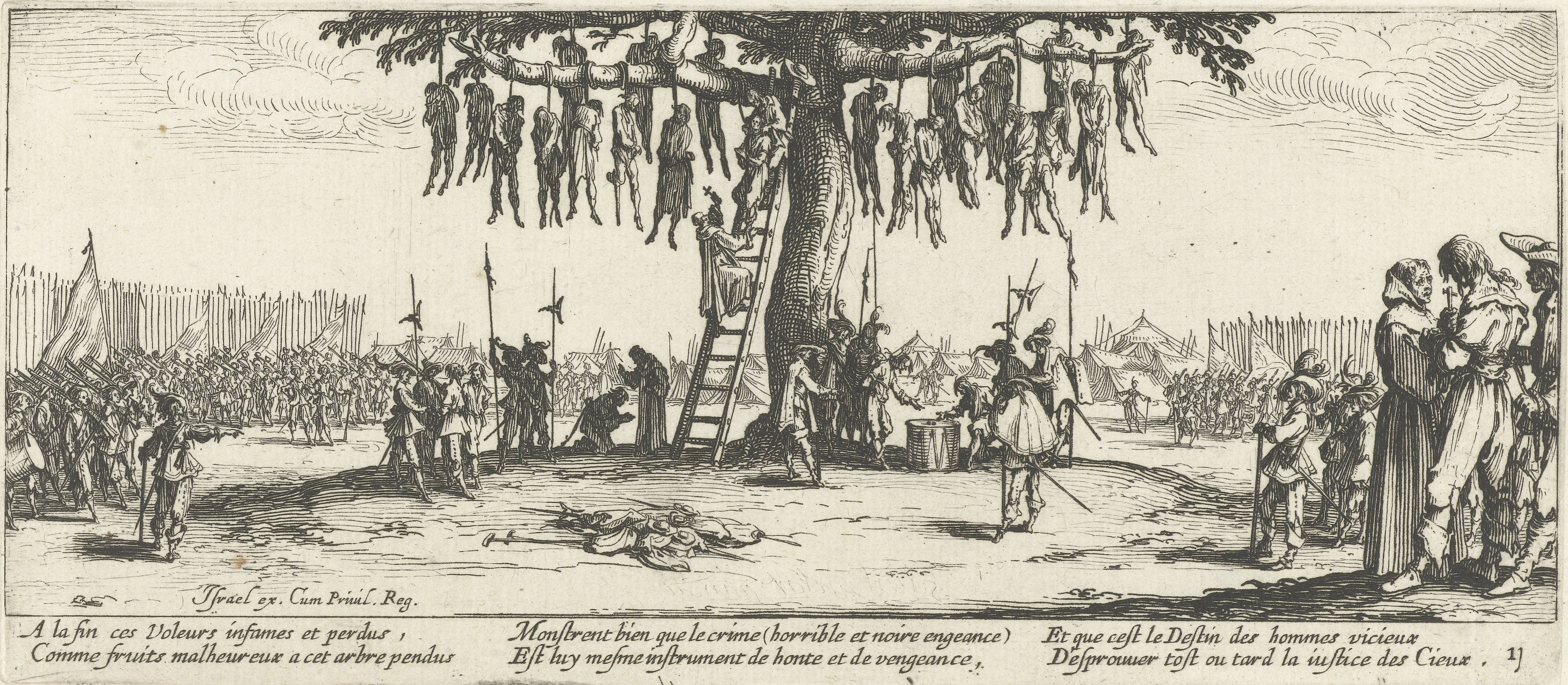
Aufhängen am Baum

Das Hängen gehört zu den ältesten Hinrichtungsarten. In früherer Zeit erfolgte die Tötung meist an Bäumen, wegen ihrer Stabilität oft an Eichen. In vielen Gegenden sind heute noch entsprechende Henker- oder Gerichtseichen bzw. -bäume bekannt.
Galgen im eigentlichen Sinn – also für das Hängen errichtete hölzerne Gerüste mit einem (einschläfrig) oder mehreren Pfosten (häufig dreischläfrig) sowie steinerne Galgentürme – finden sich in Mitteleuropa seit der Regierungszeit Karls des Großen. Alte Flurnamen wie „Galgenberg“ oder „Hochgericht“ erlauben Rückschlüsse auf frühere Standorte von Galgen, die häufig an der Markungsgrenze des Gerichtsorts platziert wurden, zur Abschreckung zudem an stark frequentierten Wegen oder Straßen. In diesem Sinne ließ man die Hingerichteten oft lange über den Tod hinaus am Galgen hängen. Hinrichtungen am Galgen nahmen seit dem Mittelalter immer mehr den Charakter öffentlicher Schauspiele an, da sie meist vor vielen Zuschauern vollzogen wurden. Damals konnte bereits Diebstahl mit dieser Hinrichtungsart geahndet werden.
Seit Ende des 19. Jahrhunderts bemühte man sich in Großbritannien, den Eintritt von Bewusstlosigkeit und Tod beim Hängen zu beschleunigen. Dazu führte man den „langen Fall“ (engl.: long drop) ein: Der Todeskandidat wurde gefesselt und mit der Schlinge um den Hals auf eine Falltür gestellt. Wurde sie geöffnet, so stoppte der Strick abrupt den anschließenden Sturz in die Tiefe, was eine tödliche Verletzung der Halswirbelsäule (Genickbruch) herbeiführen sollte. Die notwendige Fallhöhe wurde zuvor in Abhängigkeit vom Gewicht des Opfers errechnet. Noch heute werden in manchen Ländern Hinrichtungen auf diese Weise vollzogen, so auch in einigen ehemaligen britischen Kolonien.

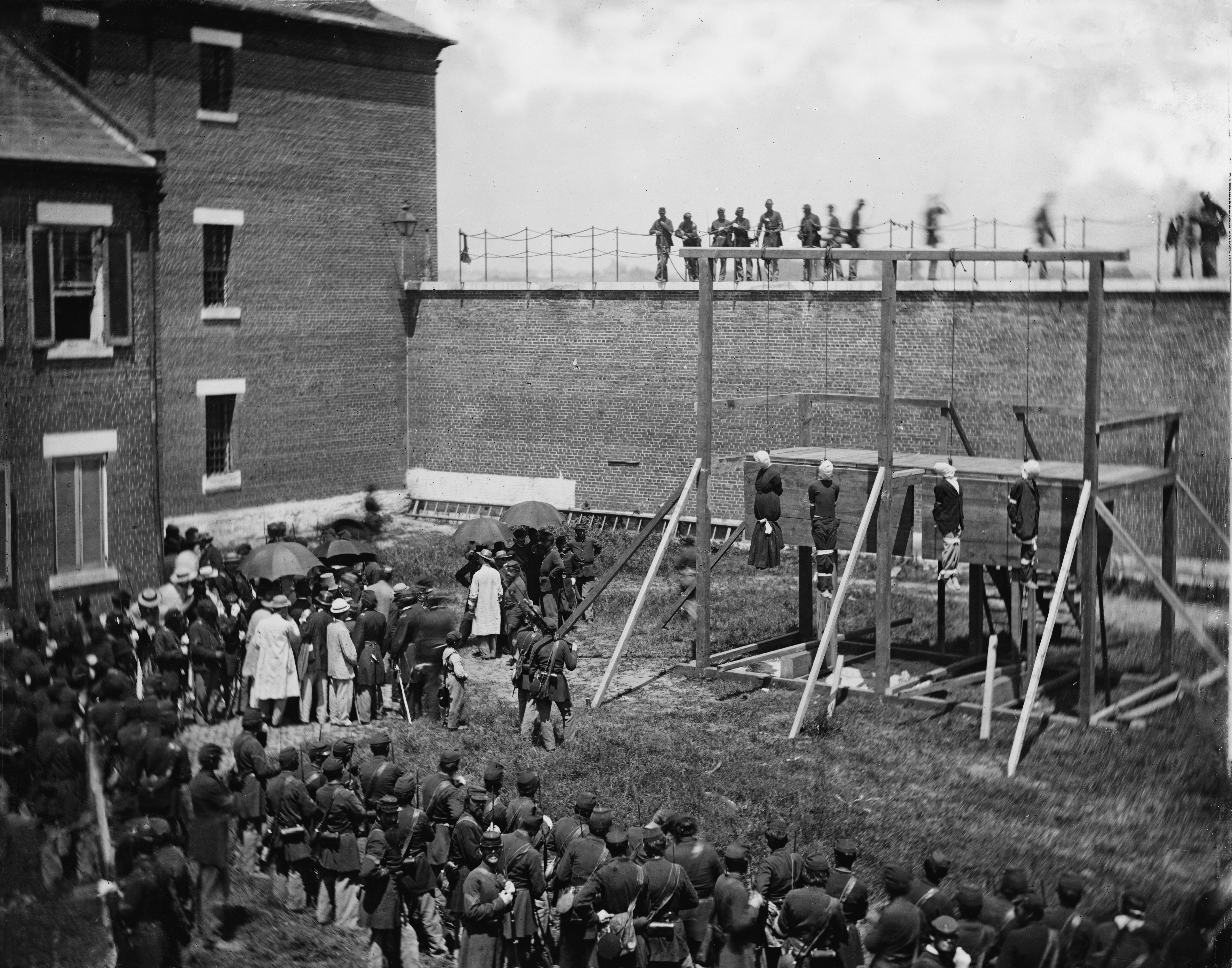
Hinrichtung von vier Verschwörern des Lincoln-Attentates am Galgen, 1865

In den USA wandte man ebenfalls den „langen Fall“ an. Seit Anfang des 20. Jahrhunderts wurden dort jedoch vermehrt alternative Hinrichtungsarten angewendet (siehe Gaskammer und Elektrischer Stuhl). Seit 1976, dem Jahr der Wiedereinführung der Todesstrafe, wurden dort drei verurteilte Mörder gehängt. In Großbritannien erfolgten Hinrichtungen am Galgen bis 1964. In diesem Jahr wurde dort die Todesstrafe ausgesetzt und später abgeschafft.
Im neu gegründeten Deutschen Reich wurde das Hängen am Galgen 1871 durch die Enthauptung abgelöst, die seit dem Mittelalter adeligen Delinquenten vorbehalten war. Im „Dritten Reich“ wurden 1933 Hinrichtungen am Galgen als weitere Exekutionsart jedoch wieder eingeführt. In der Folge wurden von 1942 bis 1945 zahlreiche Verurteilte gehängt, unter ihnen viele Widerstandskämpfer gegen die Hitler-Diktatur. Dabei wurde jedoch kein Galgen mit Falltür verwendet; die Opfer starben durch Strangulierung. Ein berüchtigtes Gefängnis, in dem Verurteilte auch am Galgen sterben mussten, war die Hinrichtungsstätte Plötzensee.
In der Endphase des Zweiten Weltkriegs gab es auf deutscher Seite zahlreiche Endphaseverbrechen: Standgerichte verhängten für Delikte wie Fahnenflucht oder Wehrkraftzersetzung drakonische Strafen, darunter oft die Todesstrafe. Diese wurde oft mittels Hängen vollstreckt; die Vollstrecker ließen die Ermordeten oft im öffentlichen Raum hängen und hängten ihnen Schilder, um mit Sätzen wie „Ich bin desertiert“. Nach dem Ende des Zweiten Weltkriegs endeten einige Kriegsverbrecher aus der Zeit des Nationalsozialismus am Galgen, darunter Verurteilte aus den Nürnberger Prozessen.
In Österreich-Ungarn war der Tod durch den Strang am Würgegalgen (Strangulation) reguläre Hinrichtungsart, bis in der Republik Deutschösterreich im Jahr 1919 die Todesstrafe im ordentlichen Gerichtsverfahren abgeschafft wurde. Der österreichische Galgen wies eine Besonderheit auf, er benötigte drei Henker, die ihn bedienten. Der Delinquent wurde an den Richtpfahl gebunden, der oberste Scharfrichter legte ihm eine Schnur um den Hals und die zwei anderen Henker zogen den Hinzurichtenden nach unten, während der oberste Scharfrichter die Schnur strammzog. Nach zeitgenössischen Berichten hatte kein zum Tode Verurteilter länger als eine Minute zu leiden. In der Zeit nach 1933 und der Machtübernahme durch die Austrofaschisten bis zum Anschluss an das Deutsche Reich 1938 wurden jedoch wieder Hinrichtungen am Galgen vollzogen (siehe Liste). Nach dem Zweiten Weltkrieg wurden in diesem Land Verbrecher nach österreichischer Gerichtsbarkeit bis zum Jahr 1950 (siehe Johann Trnka) und Kriegsverbrecher unter alliierter Gerichtsbarkeit bis zum Jahr 1955 gehängt.
Noch heute ist der Tod am Galgen eine weit verbreitete Hinrichtungsart, insbesondere in afrikanischen und asiatischen Staaten (u. a. Ägypten, Iran, Irak, Japan, Kuwait, Malaysia und Singapur).
Eng verbunden mit dem Galgen war im Mittelalter der Aberglauben, unter Galgen und Galgenbäumen wüchsen aus Urin und Sperma Gehenkter die Alraunen in der Gestalt von Galgenmännchen; ab dem 16./17. Jahrhundert gab es ebenfalls zahlreiche Legenden und Fabeln um die Alraunen.
Siehe auch: Galgenberg, Galgenvogel, Garotte, Henkersknoten, Estrapade, Würgegalgen

## Auswahl von erhaltenen oder nachgebauten historischen Galgen
Der heute noch vorhandene Beerfelder Galgen im Odenwald gilt als der am besten erhaltene Deutschlands. Ein weiterer sehr gut erhaltener Galgen ist auf der ehemaligen Hinrichtungsstätte des Hochgerichts Steinheim (Hanau-Steinheim) zu sehen. Die erste urkundliche Erwähnung war 1579 und die letzte bekannte Hinrichtung fand im 18. Jahrhundert statt. In Burglengenfeld in der Oberpfalz ist noch der gesamte steinerne Rundbau des Galgens erhalten. Es fehlen lediglich die (vermutlich) aufgemauerten Steinsäulen und die Verbindungsbalken. Der Galgen (Eilern) befand sich in Westfalen.
In Österreich existieren noch mehrere, teilweise sehr gut erhaltene, ehemalige Galgen wie der Galgen (Döllersheim) in Niederösterreich. Als am besten erhalten kann jener in Kirchberg am Walde gelten.

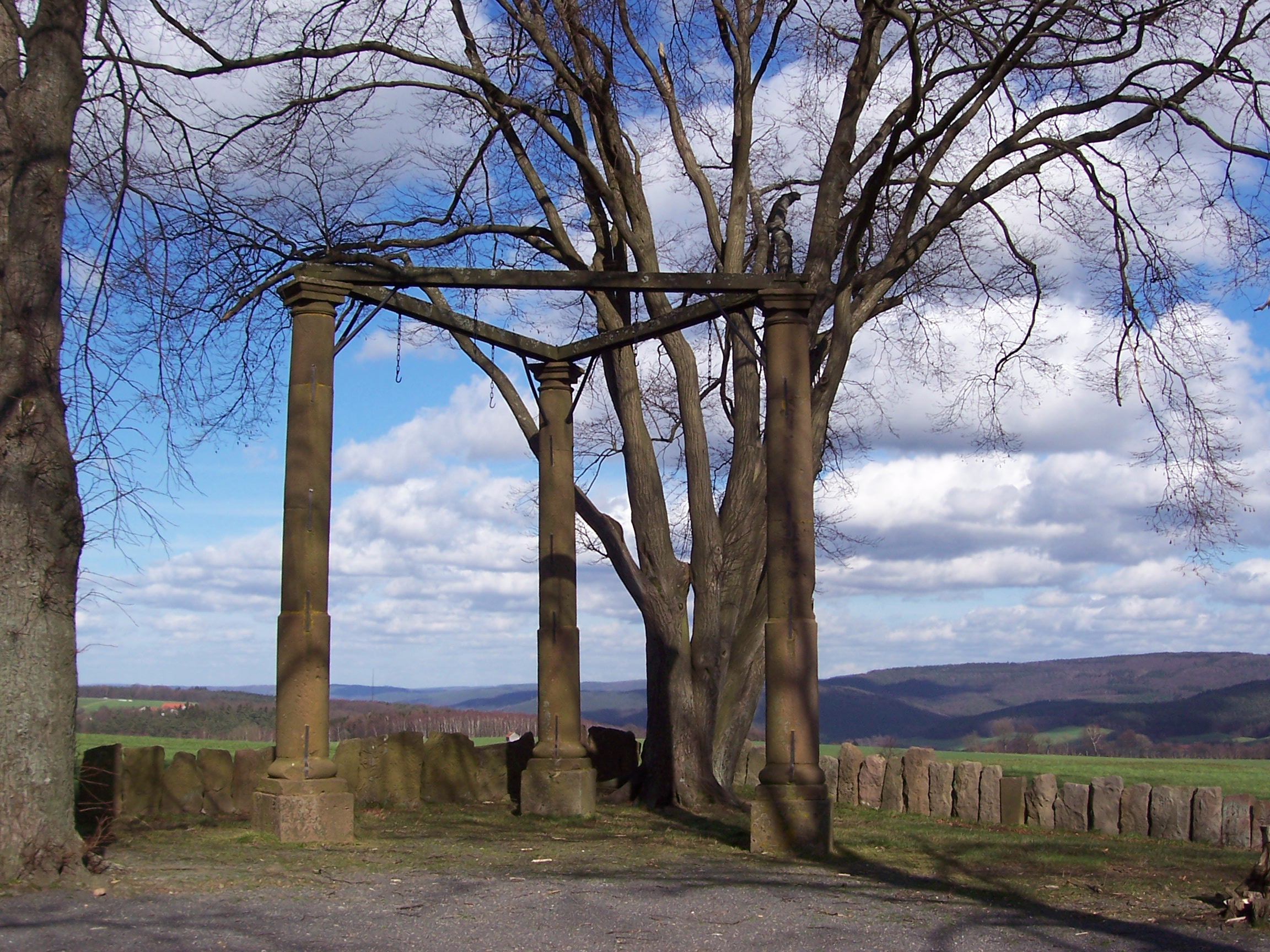
Dreischläfriger Galgen in Beerfelden (Odenwald) von 1550
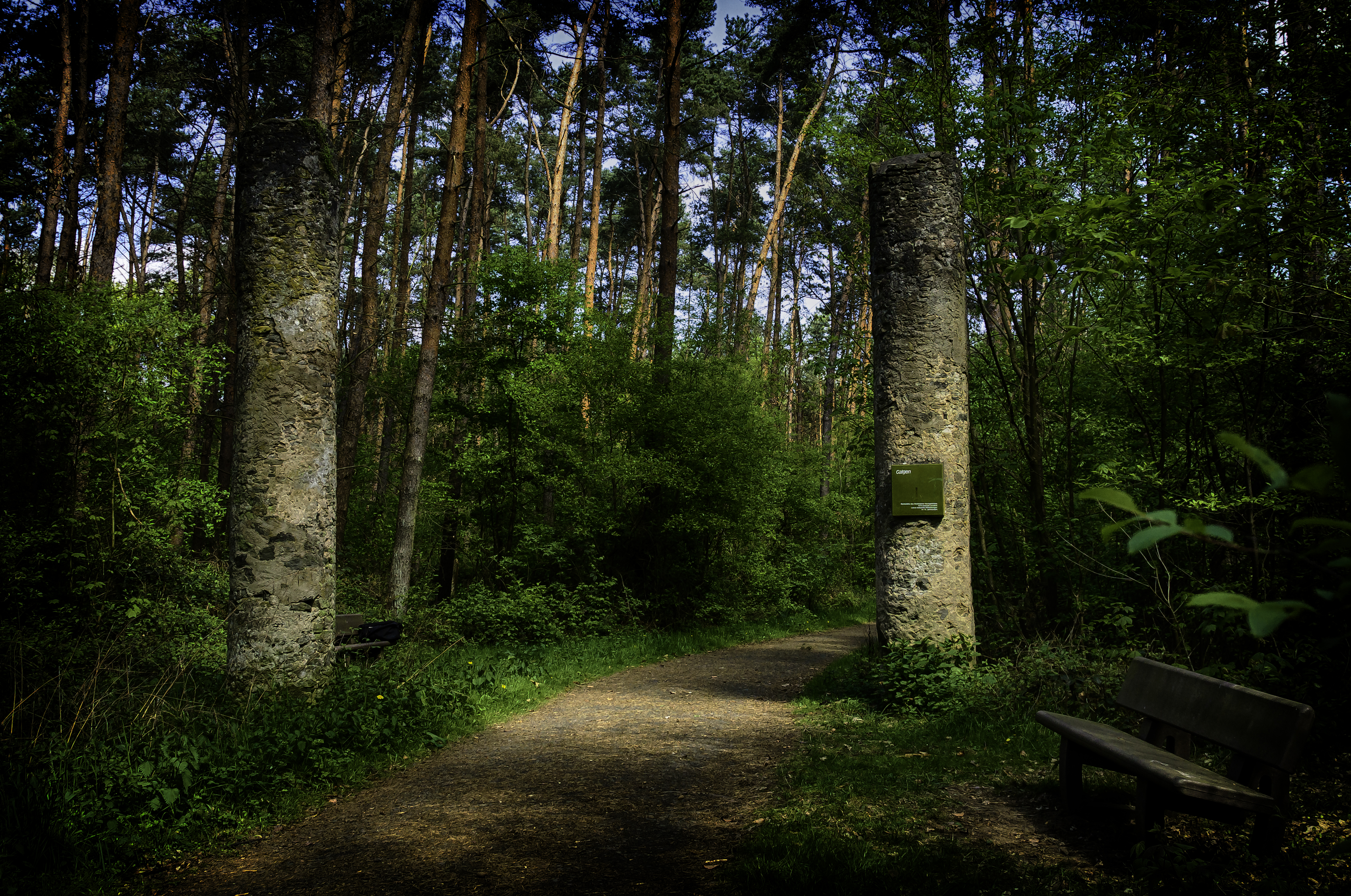
Galgen des Steinheimer Hochgerichts (Hanau-Steinheim) von 1579
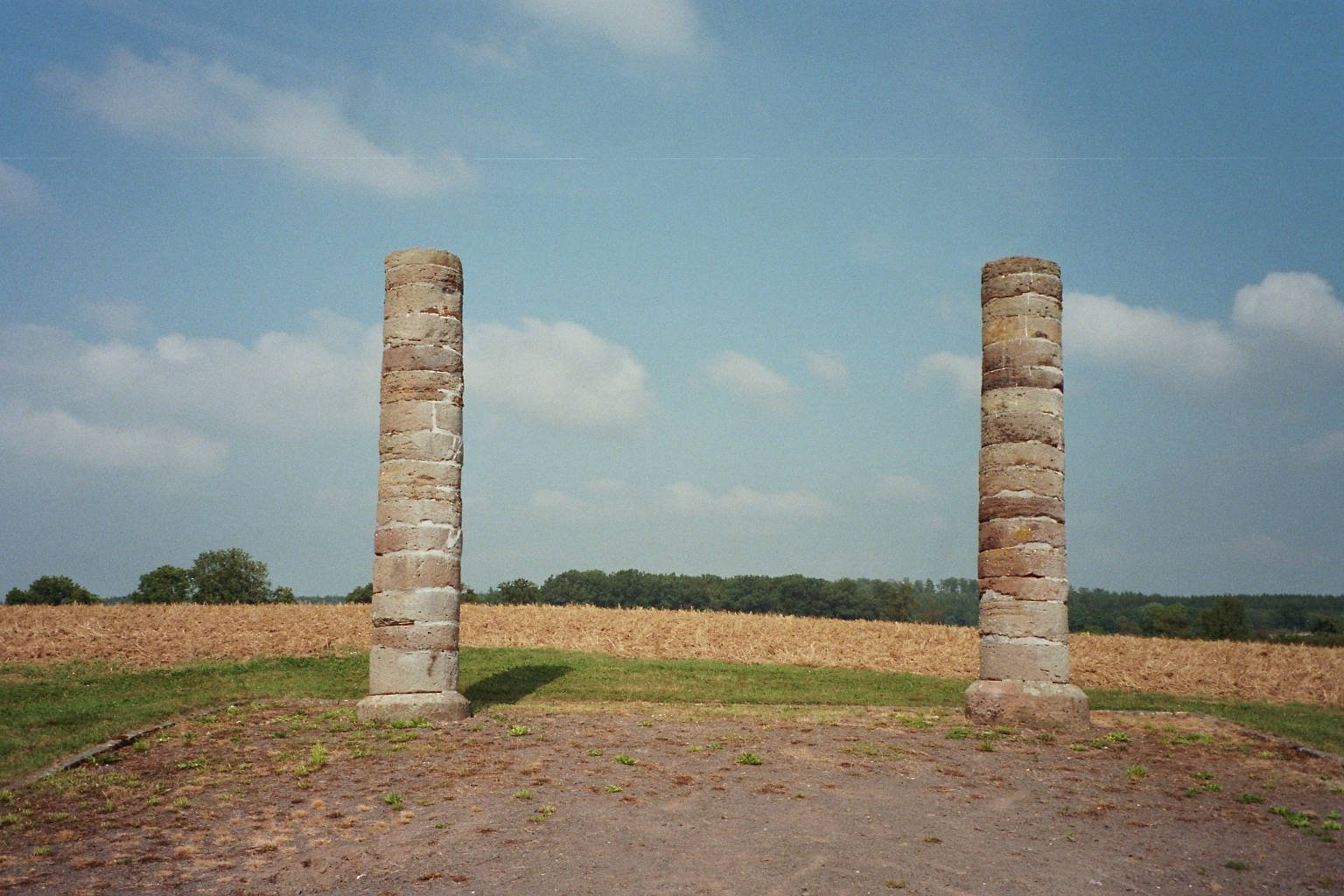
Säulen eines zweischläfrigen Galgens bei Herbstein
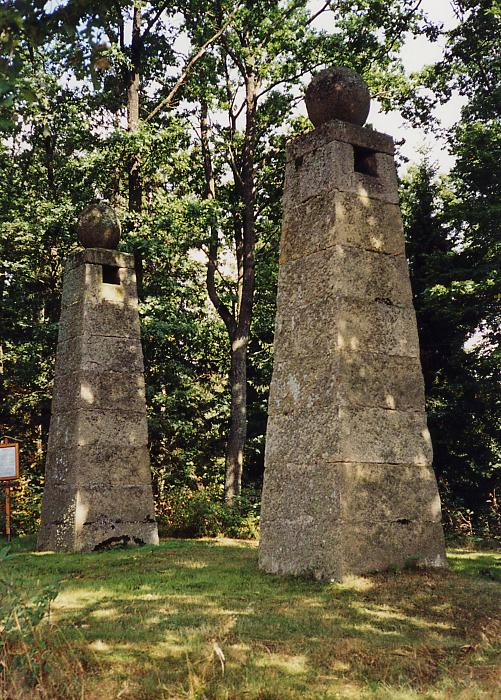
Galgen in Kirchberg am Walde, Niederösterreich
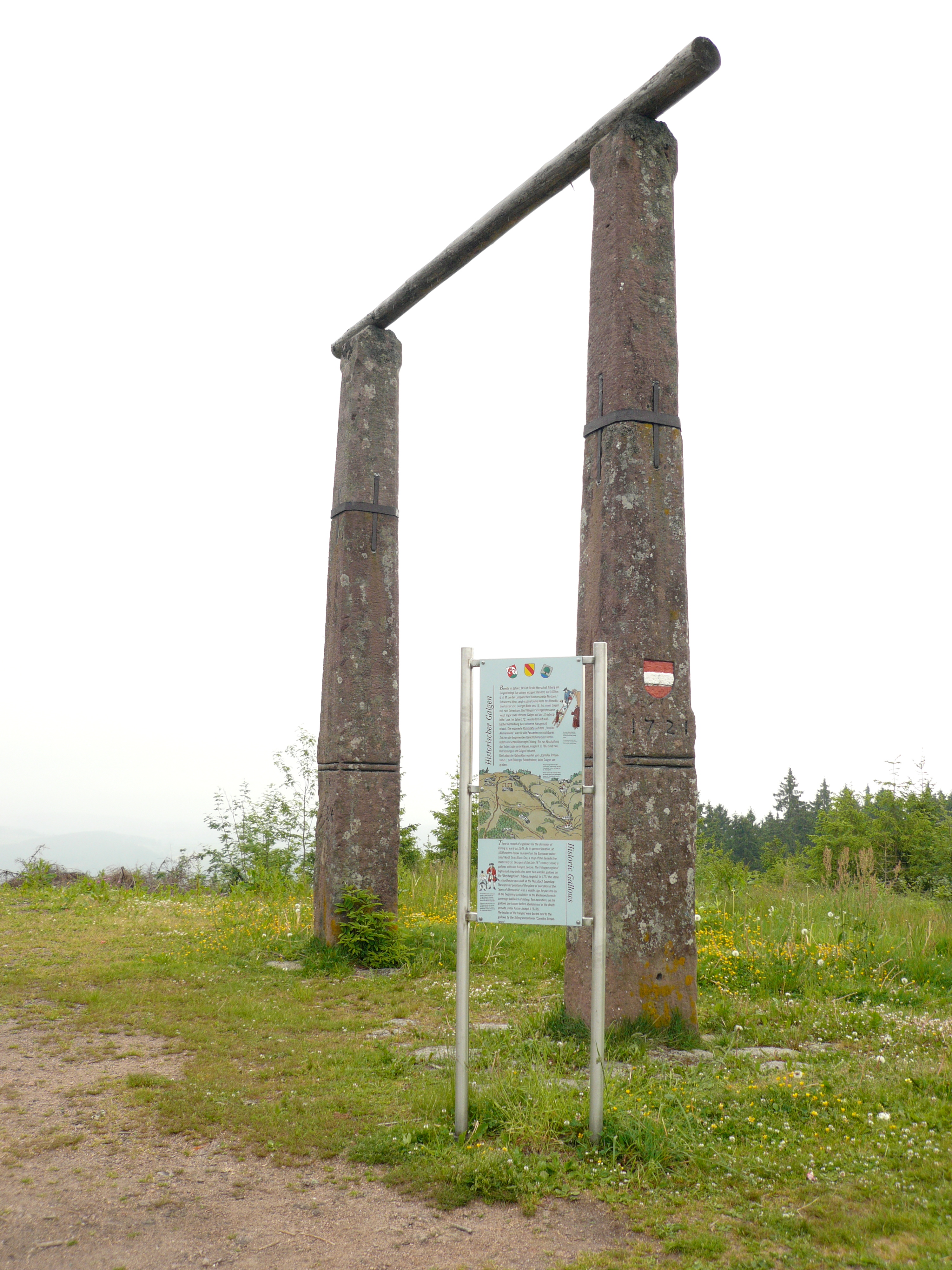
Triberger Galgen
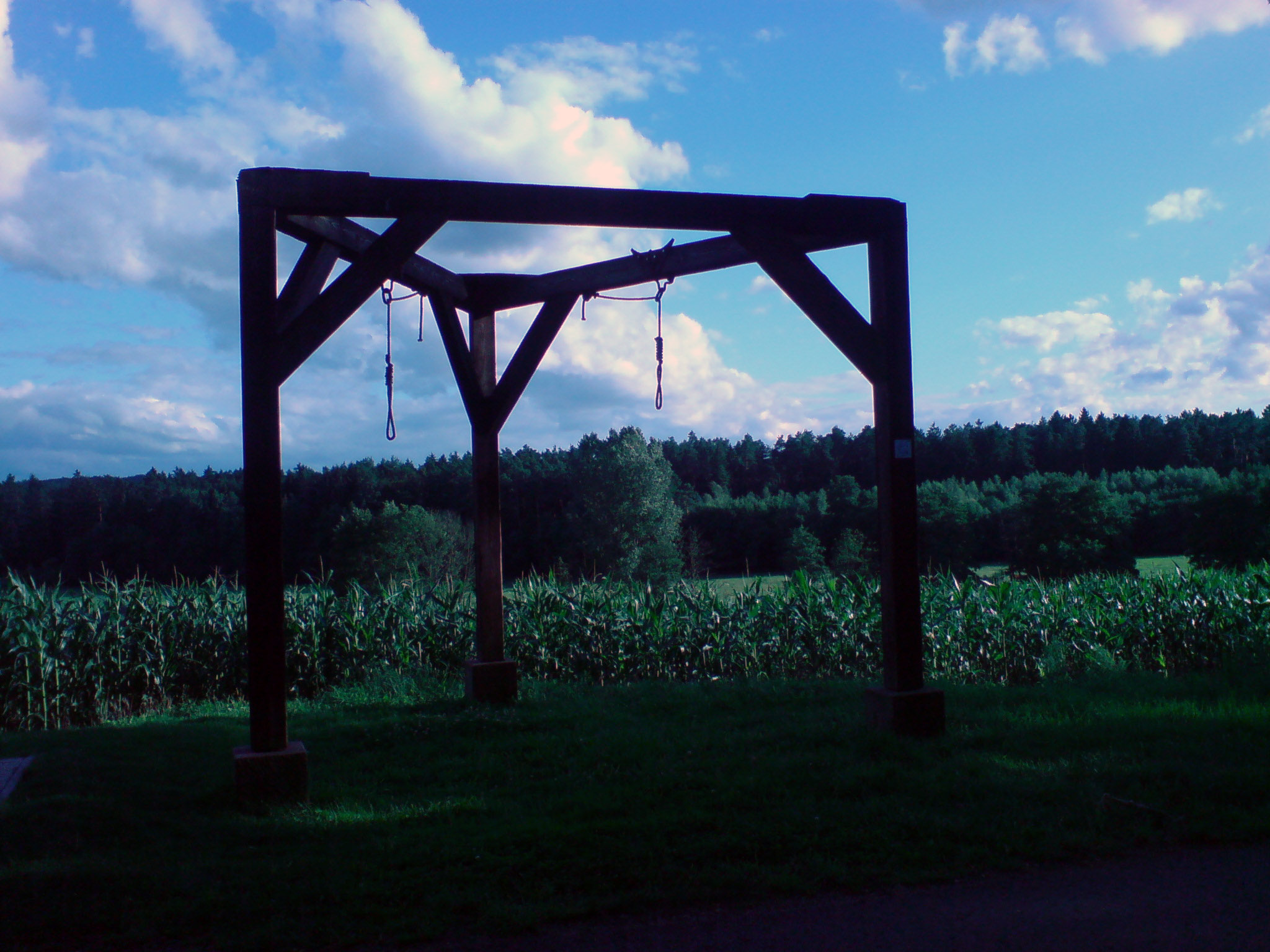
Nachbildung des dreischläfrigen Galgens der Burg Kübelberg
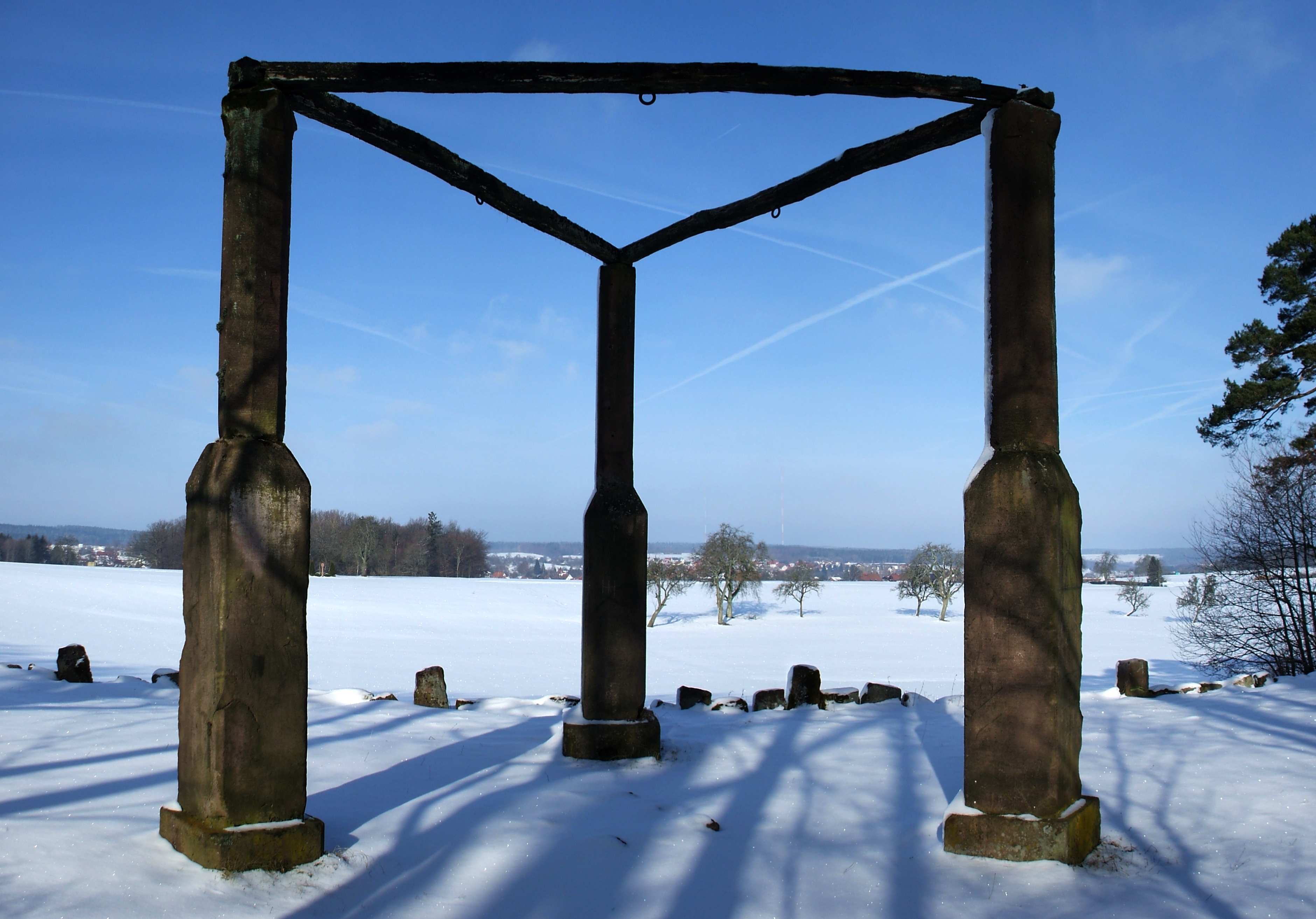
Dreischläfriger Galgen Mudau (Odenwald)
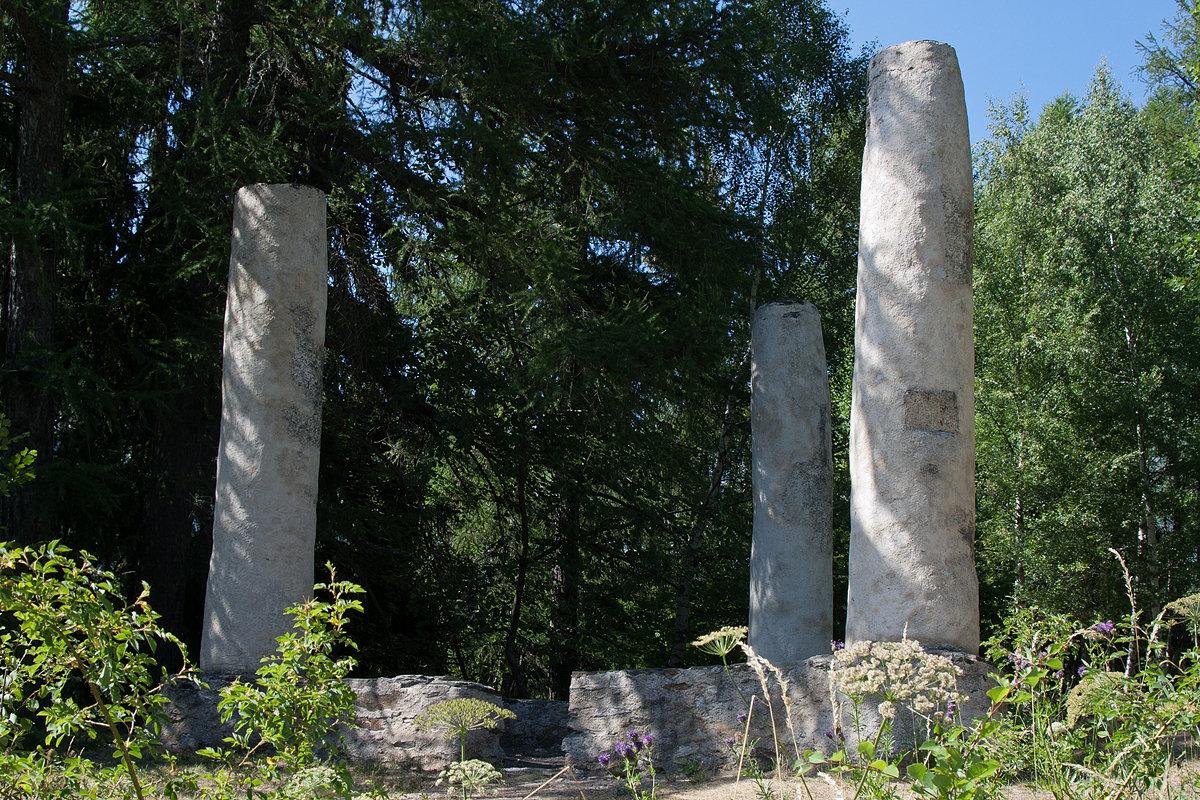
Drei Säulen des Galgens von 1702 in Ernen, Schweiz

## Bekannte Personen, die am Galgen starben
Chronologisch gelistet:
- Girolamo Savonarola – italienischer Dominikaner und Bußprediger (1498)
- John Felton – Mörder des Herzogs von Buckingham (1628)
- Jeronimus Cornelisz – Anführer eines Terrorregimes nach dem Schiffbruch der Batavia auf dem Houtman-Abrolhos-Archipel (1629)
- Mary Dyer – Quäkerin; gehängt in Massachusetts (1660)
- Kapitän William Kidd – berüchtigter Piratenkapitän (1701)
- Domenico Manuel Caetano – Abenteurer und Alchemist; als betrügerischer Goldmacher (1709)
- Charles Vane – Piratenkapitän, Massenmörder (1720)
- Jonathan Wild – englischer Krimineller; Anführer einer Bande (1725)
- La Buse – französischer Pirat im Indischen Ozean (1730)
- Joseph Süß Oppenheimer – Justizopfer, Hoffaktor des Herzogs von Württemberg (1738)
- Fra Diavolo – Brigant und Kämpfer gegen französische Truppen in Süditalien (1806)
- George Atzerodt, David Herold, Lewis Powell und Mary Surratt – Beteiligte an der Verschwörung zur Ermordung Abraham Lincolns (1865)
- George William Gordon – jamaikanischer Politiker; hingerichtet wegen seiner Beteiligung am Morant-Bay-Aufstand (1865)
- August Spies – Justizopfer; amerikanischer Journalist (1877)
- Charles J. Guiteau – Attentäter auf den US-amerikanischen Präsidenten James A. Garfield (1882)
- Alexander Iljitsch Uljanow – russischer Revolutionär, älterer Bruder Lenins (1887)
- George Chapman – bekannter britischer Giftmörder (1903)
- Hawley Crippen – US-amerikanischer Mediziner und verurteilter Mörder (1910)
- Cesare Battisti – österreichischer Staatsbürger und Abgeordneter; 1916 hingerichtet wegen des Kampfes auf der Seite Italiens im Ersten Weltkrieg
- Carl Panzram – US-amerikanischer Serienmörder (1930)
- Soja Kosmodemjanskaja – sowjetische Partisanin im Zweiten Weltkrieg (1941)
- Julius Fučík – tschechischer Schriftsteller und Journalist, politischer Gegner des Nationalsozialismus (1943)
- Egbert Hayessen, Bernhard Klamroth, Hans Georg Klamroth, Hans Bernd von Haeften, Wolf-Heinrich von Helldorff und Adam von Trott zu Solz – hingerichtet wegen Beteiligung am Attentat vom 20. Juli 1944 (1944)
- Wilhelm Leuschner – Widerstandskämpfer gegen den Nationalsozialismus (1944)
- Adolf Reichwein – Widerstandskämpfer gegen den Nationalsozialismus (1944)
- Richard Sorge – Spion für die Sowjetunion in Japan (1944)
- Dietrich Bonhoeffer, Wilhelm Canaris, Alfred Delp, Hans von Dohnanyi, Ludwig Gehre, Fritz Goerdeler, Nikolaus Groß, Ernst von Harnack, Helmuth James Graf von Moltke, Hans Oster, Erwin Planck und Karl Sack – Widerstandskämpfer gegen den Nationalsozialismus (1945)
- Hanne Mertens – Schauspielerin, im KZ Neuengamme hingerichtet wegen Kritik am NS-Regime auf einer Feier (1945)
- William Joyce – Propaganda-Rundfunksprecher (Lord Haw-Haw) der Nationalsozialisten (1946)
- Andrei Andrejewitsch Wlassow – übergelaufener General der Sowjetunion im Zweiten Weltkrieg (1946)
- Amon Göth – österreichischer Nationalsozialist und Judenmörder; Kommandant des Konzentrationslagers Płaszów (1946)
- Karl Hermann Frank – nationalsozialistischer Politiker im Protektorat Böhmen und Mähren (1946)
- die in den Nürnberger Prozessen verurteilten Hauptkriegsverbrecher Hans Frank, Wilhelm Frick, Alfred Jodl, Ernst Kaltenbrunner, Wilhelm Keitel, Joachim von Ribbentrop, Alfred Rosenberg, Fritz Sauckel, Arthur Seyß-Inquart und Julius Streicher (1946)
- Rudolf Höß – Kommandant des Konzentrationslagers Auschwitz (1947)
- Arthur Liebehenschel – deutscher SS-Führer und KZ-Kommandant (1948)
- Karl Brandt – SS-Offizier und Begleitarzt von Adolf Hitler (1948)
- Tōjō Hideki – japanischer Premierminister und Generalstabschef im Zweiten Weltkrieg (1948)
- Otto Ohlendorf – SS- und Polizeioffizier, Amtsleiter im Reichssicherheitshauptamt (1951)
- Rudolf Slánský – tschechoslowakischer Politiker, und zehn weitere Angeklagte des Slánský-Prozesses, darunter Otto Katz alias André Simone (1952)
- Imre Nagy – ungarischer Politiker, ehemaliger Regierungschef (1958)
- Adnan Menderes – durch Militärputsch gestürzter Ministerpräsident der Türkei (1961)
- Adolf Eichmann – Organisator der Vertreibung und Deportation von Juden im Holocaust (1962)
- Sayyid Qutb – ägyptischer Journalist und politischer Theoretiker (1966)
- Ken Saro-Wiwa – nigerianischer Bürgerrechtler und Schriftsteller (1995)
- Saddam Hussein – ehemaliger Präsident und Diktator des Irak (2006)
- Ruhollah Zam – iranischer Journalist und Regimegegner (2020)